# Chiesa di San Giovanni Battista (Civezzano)
La chiesa di San Giovanni Battista è una chiesa sussidiaria a Barbaniga, frazione di Civezzano, in Trentino. La sua fondazione risale al XIII secolo.

## Storia

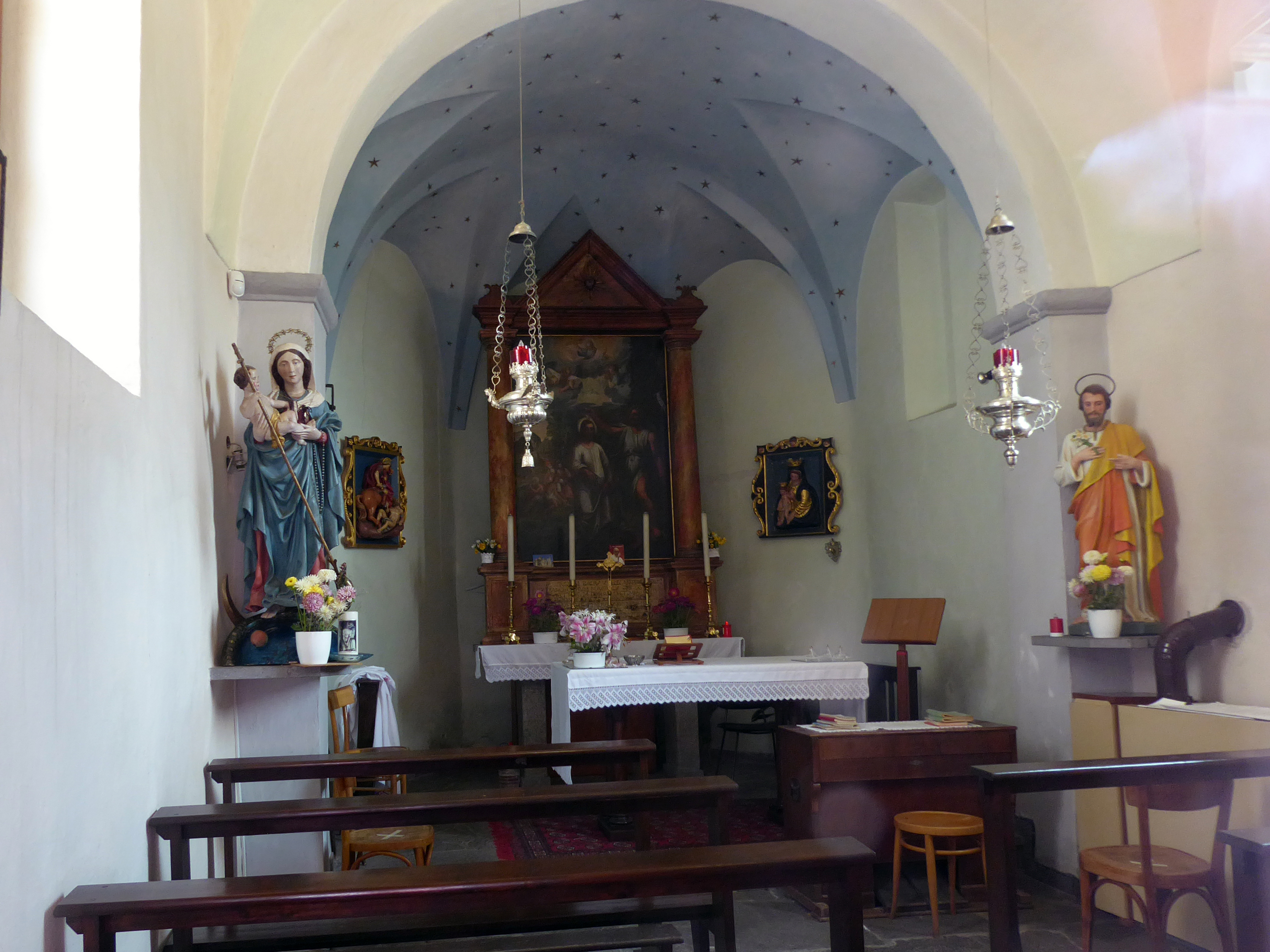
Interno

Una piccola chiesa era stata fondata nel XIII secolo a Barbaniga con dedicazione a Sant'Agnese e annessa ad un convento di agostiniani eremitani (del quale si hanno notizie relative al secondo e terzo quarto del secolo).
Una nuova chiesa venne eretta sul sito della precedente attorno al XVI secolo, e ebbe la concessione della custodia eucaristica nel 1797.
Due anni dopo l'edificio fu ristrutturato.

## Descrizione
La chiesa è orientata a nord.
La facciata è semplice, a capanna, con la copertura a due spioventi. Il portale è con architrave e su un solo lato è affiancato da una finestrella bassa con inferriate. Una finestra ad oculo è posta in alto, al centro della facciata.
La torre campanaria si erge sul piano della facciata.
L'interno ha una sola navata con volta a crociera. La parte presbiteriale è leggermente rialzata.